# Piotr Mrzygłód
Piotr Robert Mrzygłód (ur. 5 czerwca 1971 w Świdnicy) – polski duchowny rzymskokatolicki, teolog i filozof, specjalizujący się w filozofii rosyjskiej, metafizyce, historii filozofii, a także filozofii społecznej; nauczyciel akademicki.

## Biografia
Dzieciństwo i wczesną młodość spędził w Świdnicy. Uczęszczał tam do Szkoły Podstawowej nr 3, a następnie szkoły zawodowej. Po jej ukończeniu podjął pracę w Świdnickich Zakładach Elektrotechniki Motoryzacyjnej, kontynuując jednocześnie naukę w Technikum Mechanicznym dla Pracujących. W 1992 roku zdał egzamin dojrzałości i wstąpił do Metropolitalnego Wyższego Seminarium Duchownego we Wrocławiu. W 1997 roku uzyskał tytuł zawodowy magistra teologii. 30 maja 1998 roku otrzymał święcenia kapłańskie z rąk ówczesnego arcybiskupa metropolity wrocławskiego kard. Henryka Gulbinowicza.
Następnie został skierowany do pracy duszpasterskiej w parafii Matki Bożej Miłosierdzia w Oleśnicy, gdzie pracował 3 lata, jednocześnie katechizując w II Liceum Ogólnokształcącym i zajmując się młodzieżą. W 2000 roku uzyskał na Papieskim Wydziale Teologicznym we Wrocławiu stopień tzw. licencjata rzymskiego. Rok później skierowano go na studia specjalistyczne z zakresu filozofii na Katolicki Uniwersytet Lubelski Jana Pawła II, gdzie w ciągu 8 lat uzyskał najpierw magisterium, a w 2009 roku stopień naukowy doktora nauk humanistycznych w zakresie filozofii, na podstawie pracy pt. Księdza Józefa Majki (1918-1993) poglądy filozoficzno-społeczne, której promotorem był prof. abp Stanisław Wielgus.
Po powrocie z Lublina został wikariuszem w parafii Najświętszego Imienia Jezus we Wrocławiu. Jednocześnie podjął pracę naukowo-dydaktyczną jako adiunkt na wrocławskim Papieskim Wydziale Teologicznym. Obecnie jest rezydentem w parafii św. Jerzego Męczennika i Podwyższenia Krzyża Świętego we Wrocławiu-Brochowie. W 2015 roku Rada Wydziału Papieskiego Wydziału Teologicznego we Wrocławiu nadała mu tytuł naukowy doktora habilitowanego nauk teologicznych w dziedzinie filozofii o specjalności filozofia chrześcijańska i filozofia rosyjska, na podstawie rozprawy nt. Między „metafizyką absurdu” i „absurdem metafizyki”. Projekt dekonstrukcji metafizyki klasycznej w egzystencjalistycznej myśli Lwa Szestowa.
W 2017 roku został mianowany profesorem nadzwyczajnym na Papieskim Wydziale Teologicznym we Wrocławiu. Jest tam także kierownikiem Katedry Antropologii, Etyki i Teorii Poznania w Instytucie Filozofii Chrześcijańskiej i Nauk Społecznych oraz dyrektorem Podyplomowych Studiów Psychoterapii i Podyplomowych Studiów Kwalifikacyjnych Filozoficzno-Etycznych. Ponadto współpracuje z Uniwersytetem Medycznym im. Piastów Śląskich we Wrocławiu, gdzie pełni funkcję wiceprzewodniczącego Komisji Bioetyki.

## Dorobek naukowy
Jego zainteresowania naukowe koncentrują się wokół problematyki związanej z fundamentalnymi problemami metafizyki realistycznej, zagadnieniami personalizmu chrześcijańskiego ze szczególnym uwzględnieniem filozofii społecznej oraz analizą filozoficzną, niemarksistowskiej myśli rosyjskiej okresu XIX i XX wieku. Ponadto interesuje się historią myśli ludzkiej, polityką oraz polskim filmem. Do jego najważniejszych prac należą:
- Personalizm teologikalny ks. Józefa Majki. Studium filozoficzno-społeczne, Wrocław 2009.
- Między „metafizyką absurdu” i „absurdem metafizyki”. Projekt dekonstrukcji metafizyki klasycznej w egzystencjalistycznej myśli Lwa Szestowa, Wrocław 2014.
- Osoba w horyzoncie choroby, cierpienia i śmierci. Szkice antropologiczno-metafizyczne, Wrocław 2017.